# Tim Wiese (Moderator)
Tim Wiese (geboren in Hannover) ist ein deutscher Moderator und Diplom-Journalist.

## Leben
Tim Wiese wuchs in Niedersachsen in der Nähe von Hannover auf. Nach dem Abitur studierte er in Leipzig Journalistik und Theaterwissenschaften. Bereits während des Studiums moderierte er Radiosendungen.
Bei MDR Sputnik war Wiese ab 2003 Host der Morningshow Sputnik Dein Morgen und des tagesaktuellen Magazins Sputnik Update.
Er moderiert seit 2007 im Deutschlandfunk Kultur die Talksendung Im Gespräch und die Kindersendung Kakadu.
Wiese ist auch Autor von Dokumentationen, die bei SWR 2 und Deutschlandfunk Kultur ausgestrahlt wurden.

## Auszeichnungen
Im Jahr 2023 wurde Wiese mit dem  Stuttgarter Moderationspreis ausgezeichnet. In der Begründung der Jury heißt es: „Kinderinterviews sind eine Königsdisziplin im Journalismus. Moderator Tim Wiese beherrscht sie. Er begegnet den Kindern auf Augenhöhe und befragt einfühlsam.“